# Cephaloleia heliconiae
Cephaloleia heliconiae is een keversoort uit de familie bladkevers (Chrysomelidae). De wetenschappelijke naam van de soort werd in 1930 gepubliceerd door Uhmann.